# لیپه (ژاگوبیتسا)
لیپه (به صربی: Lipe) یک منطقهٔ مسکونی در صربستان است که در ژاگوبیتسا واقع شده‌است. لیپه ۱۵ نفر جمعیت دارد.